# Partecipanti alla Classica di Amburgo 2024
Elenco dei partecipanti alla Classica di Amburgo 2024.
La Classica di Amburgo 2024 è stata la ventisettesima edizione della corsa. Alla competizione presero parte 23 squadre: 18 con licenza UCI World Tour 2024 e 5 UCI ProTeam.
Ciascuna delle squadre è composta da sette ciclisti, per un totale di 161 accreditati alla partenza.

## Corridori per squadra
Nota: R ritirato, NP non partito, FT fuori tempo, SQ squalificato
| Lidl-Trek             | Lidl-Trek             | Lidl-Trek             | Red Bull-Bora-Hansgrohe   | Red Bull-Bora-Hansgrohe   | Red Bull-Bora-Hansgrohe   | Ineos Grenadiers           | Ineos Grenadiers           | Ineos Grenadiers           |
| --------------------- | --------------------- | --------------------- | ------------------------- | ------------------------- | ------------------------- | -------------------------- | -------------------------- | -------------------------- |
| N°                    | Ciclista              | Clas.                 | N°                        | Ciclista                  | Clas.                     | N°                         | Ciclista                   | Clas.                      |
| 1                     | Jonathan Milan        | 2°                    | 11                        | Danny van Poppel          | 14°                       | 21                         | Elia Viviani               | 52°                        |
| 2                     | Simone Consonni       | 34°                   | 12                        | Marco Haller              | 45°                       | 22                         | Jonathan Castroviejo       | 108°                       |
| 3                     | Tim Declercq          | 132°                  | 13                        | Bob Jungels               | 135°                      | 23                         | Laurens De Plus            | 50°                        |
| 4                     | Daan Hoole            | 87°                   | 14                        | Jonas Koch                | 69°                       | 24                         | Michael Leonard            | 112°                       |
| 5                     | Alex Kirsch           | 58°                   | 15                        | Jordi Meeus               | 4°                        | 25                         | Salvatore Puccio           | 82°                        |
| 6                     | Jacopo Mosca          | NP                    | 16                        | Max Schachmann            | 47°                       | 26                         | Artem Shmidt               | 68°                        |
| 7                     | Edward Theuns         | 67°                   | 17                        | Matteo Sobrero            | 97°                       | 27                         | Joshua Tarling             | 60°                        |
| Arkéa-B&B Hotels      | Arkéa-B&B Hotels      | Arkéa-B&B Hotels      | Groupama-FDJ              | Groupama-FDJ              | Groupama-FDJ              | Soudal Quick-Step          | Soudal Quick-Step          | Soudal Quick-Step          |
| N°                    | Ciclista              | Clas.                 | N°                        | Ciclista                  | Clas.                     | N°                         | Ciclista                   | Clas.                      |
| 31                    | Arnaud Démare         | 12°                   | 41                        | Lewis Askey               | 89°                       | 51                         | Tim Merlier                | R                          |
| 32                    | Jenthe Biermans       | 46°                   | 42                        | Cyril Barthe              | 31°                       | 52                         | Ayco Bastiaens             | 105°                       |
| 33                    | Anthony Delaplace     | 53°                   | 43                        | Fabian Lienhard           | 32°                       | 53                         | Josef Černý                | 134°                       |
| 34                    | Matis Louvel          | 72°                   | 44                        | Paul Penhoët              | R                         | 54                         | Luke Lamperti              | 13°                        |
| 35                    | Daniel McLay          | 64°                   | 45                        | Clément Russo             | 24°                       | 55                         | Pieter Serry               | 95°                        |
| 36                    | Alan Riou             | 126°                  | 46                        | Thibaud Gruel             | 37°                       | 56                         | Bert Van Lerberghe         | 59°                        |
| 37                    | Miles Scotson         | NP                    | 47                        | Rudy Molard               | 49°                       | 57                         | Warre Vangheluwe           | R                          |
| Lotto Dstny           | Lotto Dstny           | Lotto Dstny           | UAE Team Emirates         | UAE Team Emirates         | UAE Team Emirates         | Astana Qazaqstan Team      | Astana Qazaqstan Team      | Astana Qazaqstan Team      |
| N°                    | Ciclista              | Clas.                 | N°                        | Ciclista                  | Clas.                     | N°                         | Ciclista                   | Clas.                      |
| 61                    | Arnaud De Lie         | 21°                   | 71                        | Nils Politt               | 36°                       | 81                         | Max Kanter                 | R                          |
| 62                    | Logan Currie          | 136°                  | 72                        | Ivo Oliveira              | 109°                      | 82                         | Davide Ballerini           | 22°                        |
| 63                    | Jasper De Buyst       | R                     | 73                        | Mikkel Bjerg              | R                         | 83                         | Cees Bol                   | 57°                        |
| 64                    | Sébastien Grignard    | 128°                  | 74                        | Felix Großschartner       | 98°                       | 84                         | Evgenij Fëdorov            | 86°                        |
| 65                    | Liam Slock            | 39°                   | 75                        | Juan Sebastián Molano     | R                         | 85                         | Daniil Marukhin            | 119°                       |
| 66                    | Brent Van Moer        | 107°                  | 76                        | António Morgado           | 110°                      | 86                         | Michael Mørkøv             | 116°                       |
| 67                    | Florian Vermeersch    | 61°                   | 77                        | Tim Wellens               | 25°                       | 87                         | Rüdiger Selig              | R                          |
| Intermarché-Wanty     | Intermarché-Wanty     | Intermarché-Wanty     | Team Visma-Lease a Bike   | Team Visma-Lease a Bike   | Team Visma-Lease a Bike   | Team Jayco AlUla           | Team Jayco AlUla           | Team Jayco AlUla           |
| N°                    | Ciclista              | Clas.                 | N°                        | Ciclista                  | Clas.                     | N°                         | Ciclista                   | Clas.                      |
| 91                    | Biniam Girmay         | 3°                    | 101                       | Olav Kooij                | 1°                        | 111                        | Caleb Ewan                 | 103°                       |
| 92                    | Francesco Busatto     | 43°                   | 102                       | Koen Bouwman              | 101°                      | 112                        | Anders Foldager            | 27°                        |
| 93                    | Madis Mihkels         | 51°                   | 103                       | Christophe Laporte        | 48°                       | 113                        | Michael Hepburn            | 117°                       |
| 94                    | Laurenz Rex           | 26°                   | 104                       | Tosh Van Der Sande        | 125°                      | 114                        | Chris Juul Jensen          | R                          |
| 95                    | Mike Teunissen        | 8°                    | 105                       | Mick van Dijke            | 65°                       | 115                        | Luka Mezgec                | 92°                        |
| 96                    | Taco van der Hoorn    | 99°                   | 106                       | Tim van Dijke             | R                         | 116                        | Kelland O'Brien            | 104°                       |
| 97                    | Georg Zimmermann      | 33°                   | 107                       | Julien Vermote            | 106°                      | 117                        | Blake Quick                | 120°                       |
| EF Education-EasyPost | EF Education-EasyPost | EF Education-EasyPost | Movistar Team             | Movistar Team             | Movistar Team             | Israel-Premier Tech        | Israel-Premier Tech        | Israel-Premier Tech        |
| N°                    | Ciclista              | Clas.                 | N°                        | Ciclista                  | Clas.                     | N°                         | Ciclista                   | Clas.                      |
| 121                   | Mikkel Honoré         | 30°                   | 131                       | Fernando Gaviria          | R                         | 141                        | Pascal Ackermann           | 121°                       |
| 122                   | Stefan Bissegger      | 18°                   | 132                       | Alex Aranburu             | 93°                       | 142                        | Hugo Hofstetter            | 16°                        |
| 123                   | Simon Carr            | 133°                  | 133                       | Jon Barrenetxea           | 29°                       | 143                        | Oded Kogut                 | R                          |
| 124                   | Stefan de Bod         | 83°                   | 134                       | Rémi Cavagna              | R                         | 144                        | Riley Pickrell             | R                          |
| 125                   | Jack Rootkin-Gray     | 113°                  | 135                       | Davide Cimolai            | 90°                       | 145                        | Mads Würtz Schmidt         | R                          |
| 126                   | Jonas Rutsch          | 35°                   | 136                       | Iván García Cortina       | 15°                       | 146                        | Michael Schwarzmann        | 76°                        |
| 127                   | Marijn van den Berg   | 85°                   | 137                       | Mathias Norsgaard         | 137°                      | 147                        | Tom Van Asbroeck           | 74°                        |
| Uno-X Mobility        | Uno-X Mobility        | Uno-X Mobility        | Team DSM-Firmenich PostNL | Team DSM-Firmenich PostNL | Team DSM-Firmenich PostNL | Decathlon AG2R La Mondiale | Decathlon AG2R La Mondiale | Decathlon AG2R La Mondiale |
| N°                    | Ciclista              | Clas.                 | N°                        | Ciclista                  | Clas.                     | N°                         | Ciclista                   | Clas.                      |
| 151                   | Alexander Kristoff    | 5°                    | 161                       | John Degenkolb            | 77°                       | 171                        | Dorian Godon               | 20°                        |
| 152                   | Idar Andersen         | 70°                   | 162                       | Tobias Lund Andresen      | 11°                       | 172                        | Oliver Naesen              | 23°                        |
| 153                   | Fredrik Dversnes      | 40°                   | 163                       | Romain Combaud            | 79°                       | 173                        | Nans Peters                | 80°                        |
| 154                   | Jonas Hvideberg       | 94°                   | 164                       | Patrick Eddy              | 130°                      | 174                        | Damien Touzé               | 44°                        |
| 155                   | Niklas Larsen         | 56°                   | 165                       | Alexander Edmondson       | R                         | 175                        | Bastien Tronchon           | 91°                        |
| 156                   | William Blume Levy    | 55°                   | 166                       | Niklas Märkl              | 71°                       | 176                        | Andrea Vendrame            | 114°                       |
| 157                   | Anders Skaarseth      | 123°                  | 167                       | Bram Welten               | 63°                       | 177                        | Lawrence Warbasse          | 38°                        |
| Bahrain Victorious    | Bahrain Victorious    | Bahrain Victorious    | Alpecin-Deceuninck        | Alpecin-Deceuninck        | Alpecin-Deceuninck        | Tudor Pro Cycling Team     | Tudor Pro Cycling Team     | Tudor Pro Cycling Team     |
| N°                    | Ciclista              | Clas.                 | N°                        | Ciclista                  | Clas.                     | N°                         | Ciclista                   | Clas.                      |
| 181                   | Phil Bauhaus          | 96°                   | 191                       | Jasper Philipsen          | 7°                        | 201                        | Matteo Trentin             | 9°                         |
| 182                   | Yukiya Arashiro       | 84°                   | 192                       | Samuel Gaze               | 66°                       | 202                        | Alberto Dainese            | R                          |
| 183                   | Nikias Arndt          | 17°                   | 193                       | Jimmy Janssens            | 129°                      | 203                        | Robin Froidevaux           | R                          |
| 184                   | Alberto Bruttomesso   | 131°                  | 194                       | Timo Kielich              | R                         | 204                        | Miká Heming                | R                          |
| 185                   | Robert Stannard       | 88°                   | 195                       | Søren Kragh Andersen      | 54°                       | 205                        | Marius Mayrhofer           | 62°                        |
| 186                   | Łukasz Wiśniowski     | 127°                  | 196                       | Senne Leysen              | R                         | 206                        | Florian Stork              | 122°                       |
| 187                   | Fred Wright           | 42°                   | 197                       | Jonas Rickaert            | 124°                      | 207                        | Roland Thalmann            | R                          |
| Cofidis               | Cofidis               | Cofidis               | Q36.5 Pro Cycling Team    | Q36.5 Pro Cycling Team    | Q36.5 Pro Cycling Team    |                            |                            |                            |
| N°                    | Ciclista              | Clas.                 | N°                        | Ciclista                  | Clas.                     |                            |                            |                            |
| 211                   | Simon Geschke         | 102°                  | 221                       | Giacomo Nizzolo           | 73°                       |                            |                            |                            |
| 212                   | Stanisław Aniołkowski | 81°                   | 222                       | Xabier Azparren           | 111°                      |                            |                            |                            |
| 213                   | Bryan Coquard         | 100°                  | 223                       | Fabio Christen            | 28°                       |                            |                            |                            |
| 214                   | Aimé De Gendt         | 41°                   | 224                       | Tobias Ludvigsson         | 118°                      |                            |                            |                            |
| 215                   | Alexis Gougeard       | 115°                  | 225                       | Cyrus Monk                | 78°                       |                            |                            |                            |
| 216                   | Stefano Oldani        | 10°                   | 226                       | Nicolò Parisini           | 19°                       |                            |                            |                            |
| 217                   | Axel Zingle           | 6°                    | 227                       | Jannik Steimle            | 75°                       |                            |                            |                            |